# 2023-as Formula–1 japán nagydíj
A japán nagydíj a 2023-as Formula–1 világbajnokság tizenhatodik futama, amelyet 2023. szeptember 22. és szeptember 24. között rendeztek meg a Suzuka Circuit versenypályán, Szuzukában.

## Választható keverékek
| Abroncs              | Friss | Használt |
| -------------------- | ----- | -------- |
| Kemény keverék (C1)  |       |          |
| Közepes keverék (C2) |       |          |
| Lágy keverék (C3)    |       |          |
| Átmeneti esőgumi (I) |       |          |
| Teljes esőgumi (W)   |       |          |

## Szabadedzések

### Első szabadedzés
A japán nagydíj első szabadedzését szeptember 22-én, pénteken délelőtt tartották, magyar idő szerint 4:30-tól.
| helyezés | versenyző        | csapat/motor          | elért idő | különbség | futott kör |
| -------- | ---------------- | --------------------- | --------- | --------- | ---------- |
| 1        | Max Verstappen   | Red Bull-Honda RBPT   | 1:31,647  | −         | 25         |
| 2        | Carlos Sainz Jr. | Ferrari               | 1:32,273  | +0,626    | 24         |
| 3        | Lando Norris     | McLaren-Mercedes      | 1:32,392  | +0,745    | 24         |
| 4        | Charles Leclerc  | Ferrari               | 1:32,574  | +0,927    | 25         |
| 5        | Cunoda Júki      | AlphaTauri-Honda RBPT | 1:32,597  | +0,950    | 21         |
| 6        | Fernando Alonso  | Aston Martin-Mercedes | 1:32,650  | +1,003    | 23         |
| 7        | Oscar Piastri    | McLaren-Mercedes      | 1:32,713  | +1,066    | 26         |
| 8        | Alexander Albon  | Williams-Mercedes     | 1:32,991  | +1,344    | 24         |
| 9        | Liam Lawson      | AlphaTauri-Honda RBPT | 1:33,005  | +1,358    | 28         |
| 10       | Lance Stroll     | Aston Martin-Mercedes | 1:33,040  | +1,393    | 17         |
| 11       | Sergio Pérez     | Red Bull-Honda RBPT   | 1:33,043  | +1,396    | 25         |
| 12       | Pierre Gasly     | Alpine-Renault        | 1:33,129  | +1,482    | 23         |
| 13       | George Russell   | Mercedes              | 1:33,310  | +1,663    | 24         |
| 14       | Nico Hülkenberg  | Haas-Ferrari          | 1:33,448  | +1,801    | 24         |
| 15       | Esteban Ocon     | Alpine-Renault        | 1:33,516  | +1,869    | 22         |
| 16       | Lewis Hamilton   | Mercedes              | 1:33,699  | +2,052    | 22         |
| 17       | Valtteri Bottas  | Alfa Romeo-Ferrari    | 1:33,860  | +2,213    | 24         |
| 18       | Kevin Magnussen  | Haas-Ferrari          | 1:33,975  | +2,328    | 23         |
| 19       | Logan Sargeant   | Williams-Mercedes     | 1:34,212  | +2,565    | 27         |
| 20       | Csou Kuan-jü     | Alfa Romeo-Ferrari    | 1:34,831  | +3,184    | 23         |

### Második szabadedzés
A japán nagydíj második szabadedzését szeptember 22-én, pénteken délelőtt tartották, magyar idő szerint 8:00-tól.
| helyezés | versenyző        | csapat/motor          | elért idő | különbség | futott kör |
| -------- | ---------------- | --------------------- | --------- | --------- | ---------- |
| 1        | Max Verstappen   | Red Bull-Honda RBPT   | 1:30,688  | −         | 19         |
| 2        | Charles Leclerc  | Ferrari               | 1:31,008  | +0,320    | 23         |
| 3        | Lando Norris     | McLaren-Mercedes      | 1:31,152  | +0,464    | 22         |
| 4        | Carlos Sainz Jr. | Ferrari               | 1:31,237  | +0,549    | 22         |
| 5        | George Russell   | Mercedes              | 1:31,328  | +0,640    | 22         |
| 6        | Fernando Alonso  | Aston Martin-Mercedes | 1:31,492  | +0,804    | 22         |
| 7        | Alexander Albon  | Williams-Mercedes     | 1:31,555  | +0,867    | 23         |
| 8        | Oscar Piastri    | McLaren-Mercedes      | 1:31,662  | +0,974    | 22         |
| 9        | Sergio Pérez     | Red Bull-Honda RBPT   | 1:31,710  | +1,022    | 24         |
| 10       | Valtteri Bottas  | Alfa Romeo-Ferrari    | 1:31,739  | +1,051    | 22         |
| 11       | Lance Stroll     | Aston Martin-Mercedes | 1:31,771  | +1,183    | 22         |
| 12       | Esteban Ocon     | Alpine-Renault        | 1:31,794  | +1,106    | 22         |
| 13       | Nico Hülkenberg  | Haas-Ferrari          | 1:31,797  | +1,109    | 24         |
| 14       | Lewis Hamilton   | Mercedes              | 1:31,829  | +1,141    | 21         |
| 15       | Liam Lawson      | AlphaTauri-Honda RBPT | 1:32,141  | +1,453    | 23         |
| 16       | Csou Kuan-jü     | Alfa Romeo-Ferrari    | 1:32,165  | +1,477    | 16         |
| 17       | Kevin Magnussen  | Haas-Ferrari          | 1:32,169  | +1,481    | 23         |
| 18       | Cunoda Júki      | AlphaTauri-Honda RBPT | 1:32,178  | +1,490    | 26         |
| 19       | Pierre Gasly     | Alpine-Renault        | 1:32,179  | +1,491    | 22         |
| 20       | Logan Sargeant   | Williams-Mercedes     | 1:32,320  | +1,632    | 25         |

### Harmadik szabadedzés
A japán nagydíj harmadik szabadedzését szeptember 23-án, szombaton délelőtt tartották, magyar idő szerint 4:30-tól.
| helyezés | versenyző        | csapat/motor          | elért idő | különbség | futott kör |
| -------- | ---------------- | --------------------- | --------- | --------- | ---------- |
| 1        | Max Verstappen   | Red Bull-Honda RBPT   | 1:30,267  | −         | 12         |
| 2        | Lando Norris     | McLaren-Mercedes      | 1:30,507  | +0,240    | 16         |
| 3        | Oscar Piastri    | McLaren-Mercedes      | 1:30,555  | +0,288    | 15         |
| 4        | Sergio Pérez     | Red Bull-Honda RBPT   | 1:31,004  | +0,737    | 12         |
| 5        | Charles Leclerc  | Ferrari               | 1:31,022  | +0,755    | 20         |
| 6        | Carlos Sainz Jr. | Ferrari               | 1:31,137  | +0,870    | 20         |
| 7        | Lewis Hamilton   | Mercedes              | 1:31,159  | +0,892    | 13         |
| 8        | George Russell   | Mercedes              | 1:31,505  | +1,238    | 9          |
| 9        | Fernando Alonso  | Aston Martin-Mercedes | 1:31,549  | +1,282    | 16         |
| 10       | Csou Kuan-jü     | Alfa Romeo-Ferrari    | 1:31,668  | +1,401    | 15         |
| 11       | Valtteri Bottas  | Alfa Romeo-Ferrari    | 1:31,699  | +1,432    | 15         |
| 12       | Kevin Magnussen  | Haas-Ferrari          | 1:31,880  | +1,613    | 16         |
| 13       | Esteban Ocon     | Alpine-Renault        | 1:31,924  | +1,657    | 13         |
| 14       | Cunoda Júki      | AlphaTauri-Honda RBPT | 1:31,951  | +1,684    | 18         |
| 15       | Nico Hülkenberg  | Haas-Ferrari          | 1:31,979  | +1,712    | 13         |
| 16       | Logan Sargeant   | Williams-Mercedes     | 1:32,002  | +1,735    | 13         |
| 17       | Liam Lawson      | AlphaTauri-Honda RBPT | 1:32,048  | +1,781    | 18         |
| 18       | Alexander Albon  | Williams-Mercedes     | 1:32,113  | +1,846    | 12         |
| 19       | Lance Stroll     | Aston Martin-Mercedes | 1:32,154  | +1,887    | 19         |
| 20       | Pierre Gasly     | Alpine-Renault        | 1:32,199  | +1,932    | 15         |

## Időmérő edzés
A japán nagydíj időmérő edzését szeptember 23-án, szombaton délelőtt tartották, magyar idő szerint 8:00-tól.
| helyezés              | rajtszám | versenyző        | csapat/motor          | 1. rész    | 2. rész  | 3. rész  | rajthely   | futott kör |
| --------------------- | -------- | ---------------- | --------------------- | ---------- | -------- | -------- | ---------- | ---------- |
| 1                     | 1        | Max Verstappen   | Red Bull-Honda RBPT   | 1:29,878   | 1:29,964 | 1:28,877 | 1          | 12         |
| 2                     | 81       | Oscar Piastri    | McLaren-Mercedes      | 1:30,439   | 1:30,122 | 1:29,458 | 2          | 14         |
| 3                     | 4        | Lando Norris     | McLaren-Mercedes      | 1:30,063   | 1:30,296 | 1:29,493 | 3          | 12         |
| 4                     | 16       | Charles Leclerc  | Ferrari               | 1:30,393   | 1:29,940 | 1:29,542 | 4          | 14         |
| 5                     | 11       | Sergio Pérez     | Red Bull-Honda RBPT   | 1:30,652   | 1:29,965 | 1:29,650 | 5          | 18         |
| 6                     | 55       | Carlos Sainz Jr. | Ferrari               | 1:30,651   | 1:30,067 | 1:29,850 | 6          | 14         |
| 7                     | 44       | Lewis Hamilton   | Mercedes              | 1:30,811   | 1:30,040 | 1:29,908 | 7          | 18         |
| 8                     | 63       | George Russell   | Mercedes              | 1:30,811   | 1:30,268 | 1:30,219 | 8          | 15         |
| 9                     | 22       | Cunoda Júki      | AlphaTauri-Honda RBPT | 1:30,733   | 1:30,204 | 1:30,303 | 9          | 18         |
| 10                    | 14       | Fernando Alonso  | Aston Martin-Mercedes | 1:30,971   | 1:30,465 | 1:30,560 | 10         | 15         |
| 11                    | 40       | Liam Lawson      | AlphaTauri-Honda RBPT | 1:30,425   | 1:30,508 |          | 11         | 16         |
| 12                    | 10       | Pierre Gasly     | Alpine-Renault        | 1:30,843   | 1:30,509 |          | 12         | 12         |
| 13                    | 23       | Alexander Albon  | Williams-Mercedes     | 1:30,941   | 1:30,537 |          | 13         | 12         |
| 14                    | 31       | Esteban Ocon     | Alpine-Renault        | 1:30,960   | 1:30,586 |          | 14         | 12         |
| 15                    | 20       | Kevin Magnussen  | Haas-Ferrari          | 1:30,976   | 1:30,665 |          | 15         | 9          |
| 16                    | 77       | Valtteri Bottas  | Alfa Romeo-Ferrari    | 1:31,049   |          |          | 16         | 5          |
| 17                    | 18       | Lance Stroll     | Aston Martin-Mercedes | 1:31,181   |          |          | 17         | 7          |
| 18                    | 27       | Nico Hülkenberg  | Haas-Ferrari          | 1:31,299   |          |          | 18         | 6          |
| 19                    | 24       | Csou Kuan-jü     | Alfa Romeo-Ferrari    | 1:31,398   |          |          | 19         | 6          |
| 107%-os idő: 1:36,169 |          |                  |                       |            |          |          |            |            |
| NK                    | 6        | Logan Sargeant   | Williams-Mercedes     | idő nélkül |          |          | boxutca[a] | 2          |

Megjegyzések:
- ↑ a:  — Logan Sargeant nem érte el a 107%-os időlimitet, de végül rajtengedélyt kapott a stewardoktól. A versenyt a boxutcából kell rajtolnia, valamint tízmásodperces büntetést kapott a felügyelőktől, mivel új vázat kapott, ami nem felelt meg a szabályoknak.[3]

## Futam
A japán nagydíj futamát szeptember 24-én, vasárnap délelőtt tartották, magyar idő szerint 7:00-kor.
| helyezés | rajtszám | versenyző        | csapat/motor          | futott kör | idő/kiesés oka   | rajthely | pont  |
| -------- | -------- | ---------------- | --------------------- | ---------- | ---------------- | -------- | ----- |
| 1        | 1        | Max Verstappen   | Red Bull-Honda RBPT   | 53         | 1:30:58,421      | 1        | 26[a] |
| 2        | 4        | Lando Norris     | McLaren-Mercedes      | 53         | +19,387          | 3        | 18    |
| 3        | 81       | Oscar Piastri    | McLaren-Mercedes      | 53         | +36,494          | 2        | 15    |
| 4        | 16       | Charles Leclerc  | Ferrari               | 53         | +43,998          | 4        | 12    |
| 5        | 44       | Lewis Hamilton   | Mercedes              | 53         | +49,376          | 7        | 10    |
| 6        | 55       | Carlos Sainz Jr. | Ferrari               | 53         | +50,221          | 6        | 8     |
| 7        | 63       | George Russell   | Mercedes              | 53         | +57,659          | 8        | 6     |
| 8        | 14       | Fernando Alonso  | Aston Martin-Mercedes | 53         | +1:14,725        | 10       | 4     |
| 9        | 31       | Esteban Ocon     | Alpine-Renault        | 53         | +1:19,678        | 14       | 2     |
| 10       | 10       | Pierre Gasly     | Alpine-Renault        | 53         | +1:23.155        | 12       | 1     |
| 11       | 40       | Liam Lawson      | AlphaTauri-Honda RBPT | 52         | +1 kör           | 11       |       |
| 12       | 22       | Cunoda Júki      | AlphaTauri-Honda RBPT | 52         | +1 kör           | 9        |       |
| 13       | 24       | Csou Kuan-jü     | Alfa Romeo-Ferrari    | 52         | +1 kör           | 19       |       |
| 14       | 27       | Nico Hülkenberg  | Haas-Ferrari          | 52         | +1 kör           | 18       |       |
| 15       | 20       | Kevin Magnussen  | Haas-Ferrari          | 52         | +1 kör           | 15       |       |
| Ki       | 23       | Alexander Albon  | Williams-Mercedes     | 26         | baleseti sérülés | 13       |       |
| Ki       | 2        | Logan Sargeant   | Williams-Mercedes     | 22         | baleseti sérülés | boxutca  |       |
| Ki       | 18       | Lance Stroll     | Aston Martin-Mercedes | 20         | hátsó szárny     | 17       |       |
| Ki       | 11       | Sergio Pérez     | Red Bull-Honda RBPT   | 15         | baleseti sérülés | 5        |       |
| Ki       | 77       | Valtteri Bottas  | Alfa Romeo-Ferrari    | 7          | baleseti sérülés | 16       |       |

Megjegyzések:
- ↑ a:  — Max Verstappen a helyezéséért járó pontok mellett a versenyben futott leggyorsabb körért további 1 pontot szerzett.

## A világbajnokság állása a verseny után
| H   | Versenyzők       | Pont | H   | Konstruktőrök         | Pont |
| --- | ---------------- | ---- | --- | --------------------- | ---- |
| 1.  | Max Verstappen   | 400  | 1.  | Red Bull-Honda RBPT   | 623  |
| 2.  | Sergio Pérez     | 223  | 2.  | Mercedes              | 305  |
| 3.  | Lewis Hamilton   | 190  | 3.  | Ferrari               | 285  |
| 4.  | Fernando Alonso  | 174  | 4.  | Aston Martin-Mercedes | 221  |
| 5.  | Carlos Sainz Jr. | 150  | 5.  | McLaren-Mercedes      | 172  |
| 6.  | Charles Leclerc  | 135  | 6.  | Alpine-Renault        | 84   |
| 7.  | Lando Norris     | 115  | 7.  | Williams-Mercedes     | 21   |
| 8.  | George Russell   | 115  | 8.  | Haas-Ferrari          | 12   |
| 9.  | Oscar Piastri    | 57   | 9.  | Alfa Romeo-Ferrari    | 10   |
| 10. | Lance Stroll     | 47   | 10. | AlphaTauri-Honda RBPT | 5    |

(A teljes táblázat)

## Statisztikák
- Vezető helyen:
  - Max Verstappen: 51 kör (1–16 és 19–53)
  - Lando Norris: 1 kör (17)
  - Carlos Sainz Jr.: 1 kör (18)
- Max Verstappen 29. pole-pozíciója, 48. futamgyőzelme és a 28. versenyben futott leggyorsabb köre.
- A Red Bull Racing 107. futamgyőzelme.
- Max Verstappen 92., Lando Norris 10., Oscar Piastri 1. dobogós helyezése.
- Oscar Piastri 1. dobogós helyezése a vasárnapi futamon.[4]
- A Red Bull Racing 6. konstruktőri világbajnoki címe.[5]